# Bötzingen
Bötzingen település Németországban, azon belül Baden-Württembergben. Lakosainak száma 5534 fő (2023. december 31.).

## Népesség
A település népessége az elmúlt években az alábbi módon változott:
| Lakosok száma | 2776 | 4026 | 4143 | 4489 | 4656 | 4992 | 5108 | 5242 | 5337 | 5534 |
|               | 1961 | 1967 | 1974 | 1980 | 1987 | 1993 | 2000 | 2006 | 2013 | 2023 |